# Stephen Hawes
Stephen Hawes, död omkring 1523, var en engelsk skald.
Hawes skrev allegoriserande dikter i Lydgates maner, men mera torrt och pedantiskt. Omfångsrikast är Passetyme of pleasure (nytryck 1845).